# Mouhanad el-Sabagh
Mouhanad el-Sabagh (in arabo هند الصباغ‎?; Alessandria d'Egitto, 23 aprile 1988) è un cestista egiziano.

## Carriera
Con l'Egitto ha disputato i Campionati mondiali del 2014 e tre edizioni dei Campionati africani (2011, 2013, 2017).